# Franz Weig
Franz Weig (* 23. August 1927 in Albersrieth, heute Waldthurn; † 28. Juni 1992) war ein deutscher Landwirt und Politiker (CSU).
Nachdem er 1947 sein Abitur am Gymnasium in Weiden, die er durch einen zweijährigen Wehrdienst, in dem er verwundet wurde, unterbrechen musste, besuchte Weig die Landwirtschaftsschule und ein Semester der landwirtschaftlichen Hochschule in Weihenstephan. Durch den frühen Tod seines Vaters übernahm er dessen Hof. Seine Brüder hielten sich zu dieser Zeit in Russland auf. Nach Ende des Zweiten Weltkrieges war er am Aufbau der Katholischen Landjugend, der Katholischen Landvolkbewegung sowie der CSU beteiligt, dort wurde er 1964 erster Vorsitzender des Arbeitskreises Landwirtschaft in der Oberpfalz. 1953 wurde er beeidigter Sachverständiger der Bayerischen Versicherungskammer, später gehörte er dem Verwaltungsrat der Molkereigenossenschaft Weiden und den Vorständen der Raiffeisenbank Waldthurn und der Landkrankenkasse Vohenstrauß an. 1956 wurde er in den Rat der Gemeinde Lennesrieth gewählt, 1960 wurde er dort auch erster Bürgermeister, zog ferner in den Kreistag ein. 1966 erfolgten die Wahl in den Kreisausschuss und den Bayerischen Landtag, dem er vier Jahre angehörte. 1970 wurde er zum letzten Landrat des Landkreises Vohenstrauß gewählt, der bei der Kreisreform 1972 im Landkreis Neustadt an der Waldnaab aufging.
Franz Weig war mit Elfriede Weig, geborene Stüker verheiratet. Sie betrieben den Hof gemeinsam und hatten acht Kinder, von denen eines 1994 an einer heimtückischen Krankheit starb. Franz Weig erlitt in Eslarn auf dem Weg zur Primizfeier seines Großneffen einen Herzinfarkt, dem er später erlag.